# Becca Trecare
La Becca Trecare (pron. fr. AFI: [tʁekaʁ] - Pointe Trécare o Pointe Trécar (grafie omofone) in francese) (3032 m s.l.m.) è una montagna dei Contrafforti valdostani del Monte Rosa nelle Alpi Pennine. Si trova in Valle d'Aosta tra la Valtournenche e la Val d'Ayas.

## Toponimo

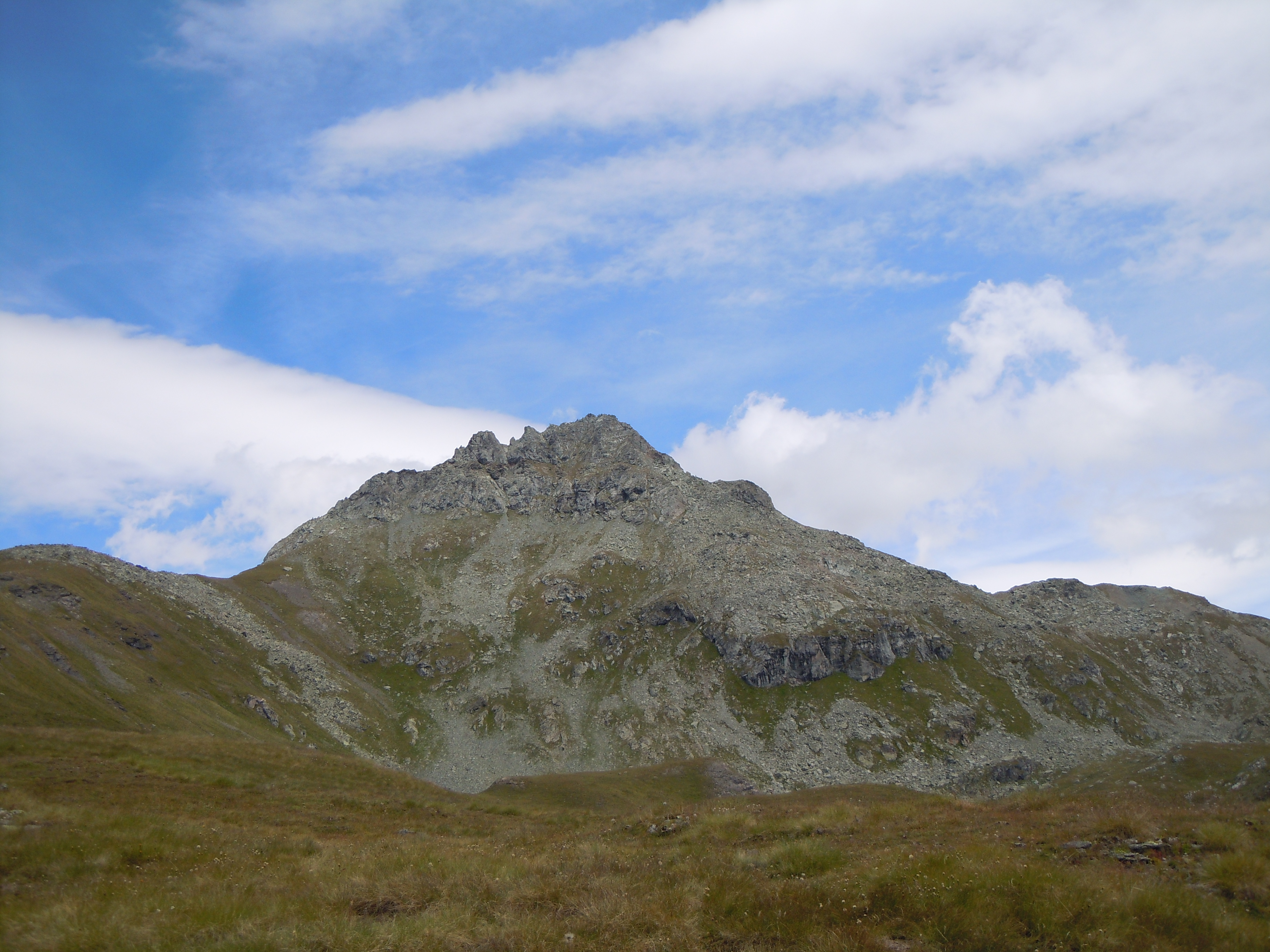
Versante che si affaccia sul vallone di Chamois della Becca Trecare

"Becca Trecare" significa "monte dei tre confini"; infatti dalla montagna si originano tre dorsali e altrettanti valloni: quello di Nannaz, quello di Chamois e quello di Cheneil.

## Caratteristiche

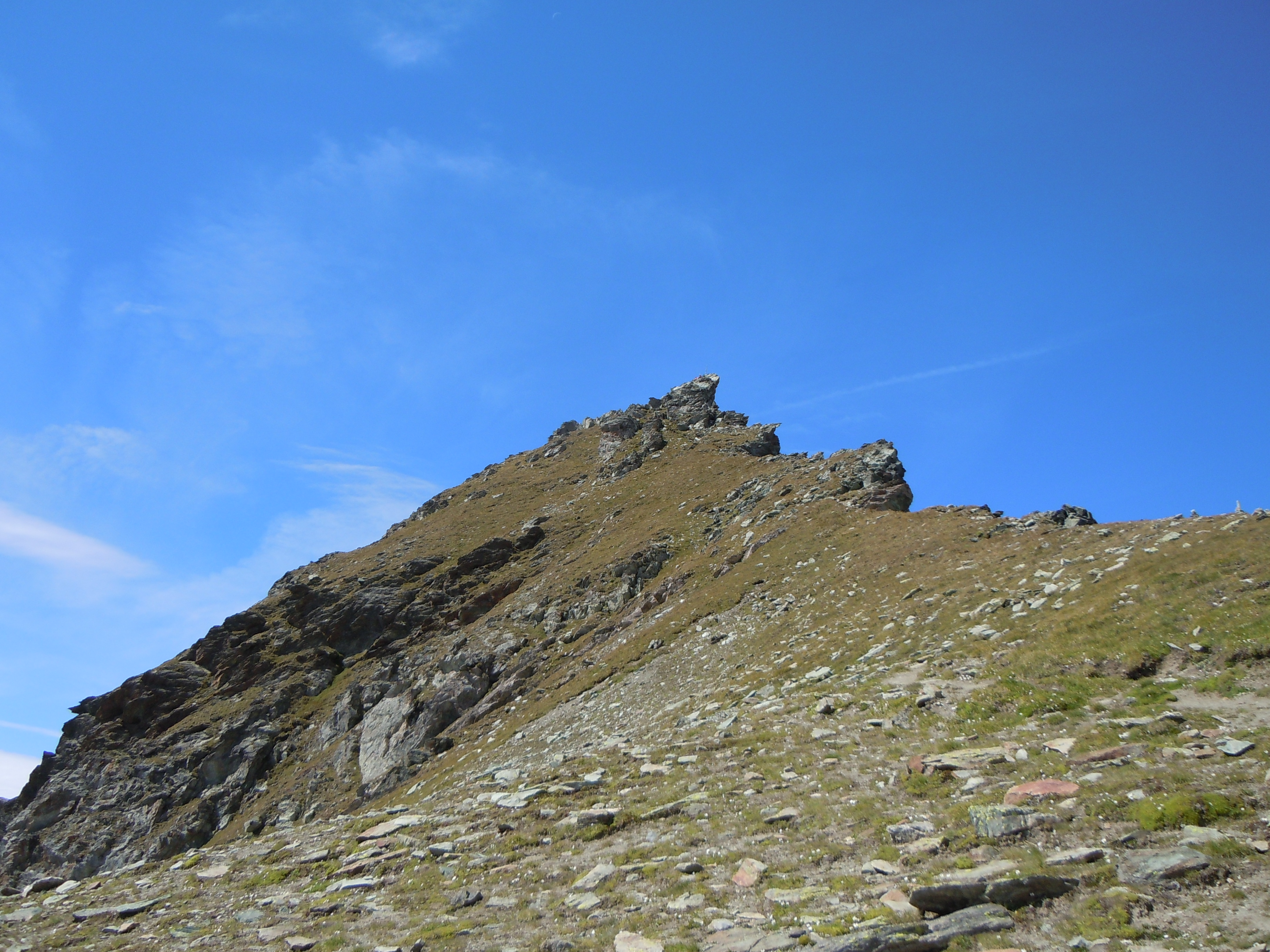
La cresta che raggiunge la Becca Trecare dal Col di Nana

La montagna è collocata lungo la cresta che dal Grand Tournalin conduce verso sud alla Becca di Nana. Il Col de Nannaz separa la Becca Trecare dalla Becca di Nana mentre tra la Becca Trecare ed il Grand Tournalin si inserisce il Petit Tournalin.

## Salita alla vetta
Si può salire sulla montagna partendo dal Rifugio Grand Tournalin e passando per il Col de Nannaz (raggiungibile anche da Chamois), oppure da Cheneil. La cresta nord è denominata Crête du diable (che significa in francese Cresta del diavolo) e offre un itinerario su roccia.